# 埃纳尔·伦德尔
埃纳尔·伦德尔（瑞典語：Einar Lundell，1894年1月9日—1976年3月29日），瑞典男子冰球运动员，场上位置是后卫。他曾代表瑞典国家队参加1920年夏季奥林匹克运动会冰球比赛，获得第4名。